# Sars-cov-2 theta
Sars-cov-2 theta eller variant P.3 alternativt Variant B.1.1.28.3 ,VUI-21MAR-02 eller den filippinska virusvarianten, är en variant av sars-cov-2, viruset som orsakar covid-19-pandemin. Varianten upptäcktes först på Filippinerna den 18 februari 2021 när två mutationer av särskild betydelse upptäcktes i Centrala Visayas. Den upptäcktes i Japan den 12 mars 2021 när en resenär från Filippinerna anlände vid Naritas internationella flygplats i Tokyo.
Den skiljer sig från varianterna som upptäcktes i Storbritannien (B.1.1.7), Sydafrika (B.1.351) och Brasilien (P.1). Varianten kan påverka vaccinens effektivitet eftersom varianten kan vara mer resistent mot neutraliserande antikroppar, likt den sydafrikanska och brasilianska varianten.

## Upptäckt
Den 18 februari 2021 rapporterade Filippinernas hälsomyndighet att de upptäckt två nya mutationer av Covid-19 i Centrala Visayas efter provtester från patienter skickats för att genomgå en genomsekvensering. Mutationerna visade sig sedan vara E484K och N501Y som upptäcktes i 37 av 50 provtester. Båda mutationerna existerade i samma provsvar hos 29 av dessa 37 provtesterna. Det fanns inga officiella namn för dessa varianterna och den fulla sekvensen hade inte identifierats ännu vid tillfället.
Den 12 mars upptäcktes varianten i Japan.
Den 13 mars rapporterade Filippinernas hälsomyndighet att mutationen består av en variant som döptes till Variant P.3. Samma dag bekräftade även landet sitt första fall av P.1 i landet. Även om P.1- och P.3-varianterna kommer från samma ursprungsvariant, B.1.1.28, sade hälsomyndigheten att Variant P.3:s påverkan på vacciners effektivitet var okänd. Sedan den 13 mars har Filippinerna bekräftat 98 fall av P.3.
Den 17 mars upptäckte Storbritannien sina första två fall. Public Health England döpte varianten till VUI-21MAR-02.
Den 30 april 2021 upptäckte Malaysia åtta fall av P.3 i Sarawak.